# Обри Плаза
Обри Кристина Плаза (на английски: Aubrey Christina Plaza) е американска актриса, комик и продуцент. Започва кариерата си с импровизационна и скеч комедия в Ню Йорк. Става известна с ролята си на Ейприл Лъдгейт в ситкома на NBC „Паркове и отдих“ (2009 – 2015). В периода 2017 – 2019 г. Плаза играе Лени Бъскър в драматичния сериал на FX „Легион“. След няколко поддържащи роли, Плаза играе първата си главна роля като Дариъс Брит в комедията „Безопасността не е гарантирана“ (2012).

## Ранен живот
Плаза е родена на 26 юни 1984 г. в Уилмингтън, Делауеър в семейството на Дейвид Плаза, финансов съветник, и Бернадет, адвокатка. Баща ѝ е пуерториканец, а майка ѝ е с ирландско-английски произход. Има две по-малки сестри, Рене и Натали.
Плаза е кръстена по името на песента „Обри“ на групата Bread. изповядва римокатолицизъм.
През 2002 г. завършва академията Урсулайн, момичешко католическо училище. Там тя е председател на студентския съвет и участва в драматични продукции. След това учи филмография в Нюйоркския университет, завършвайки през 2006 г.
Плаза претърпява инсулт, когато е на 20 години, който ѝ причинява временна парализа и частична загуба на говора. Няколко години по-късно получава по-малък инсулт, преходна исхемична атака, по време на снимки за сериала „Паркове и отдих“. След това се възстановява напълно.

## Кариера
Плаза участва в множество стажантски програми.  През 2004 г. започва да играе импровизационна и скеч комедия в нюйоркския театър Upright Citizens Brigade. Има и стендъп представления.
Играе ролята на Дейзи в комедията от 2009 г. „Смешни хора“ на Джъд Апатоу. Участва в „Скот Пилгрим срещу света“ и „Mystery Team“. От 2009 до 2015 г. играе ролята на Ейприл Лъдгейт в „Паркове и отдих“. Героинята ѝ на безизразна служителка бързо се превръща в един от най-популярните персонажи в сериала. През 2011 г. се появява в сериала „Portlandia“.
През 2012 г. Плаза получава първата си голяма филмова роля в комедията „Безопасността не е гарантирана“. Там тя влиза в ролята на Дариъс, измъчена стажантка, която отговаря на любопитна обява за търсене на придружител за пътешествие във времето. Представянето ѝ във филма получава признание от критиците. Същата година печели награда за „Пробивно представление“ на наградите „Млад Холувуд“ (Young Hollywood Awards).
През 2014 г. е представена премиерата на „Животът след Бет“ с участието на Плаза, който е написан и режисиран от приятеля ѝ, Джеф Бена. Същата година озвучава сърдитата котка в „Grumpy Cat's Worst Christmas Ever“.
През 2016 г. участва в „Майк и Дейв си търсят гаджета“ като Татяна. Играе ролята на Кат Адамс, поръчков убиец, в сезони 11, 12 и 15 на сериала „Престъпни намерения“. През 2017 г. играе в „Малките часове“ и в „Ингрид отива на Запад“.
В периода 2017 – 2019 г. Плаза играе ролята на Лени Бъскър в сериала „Легион“. През 2019 г. участва във филма на ужасите „Детска игра“.

## Личен живот
Плаза се среща с актьора Джон Галахър Джуниър, когато двамата са на 15 години. Има връзка в продължение на година и половина с актьора Майкъл Сера, с когото се запознава по време на снимки на „Скот Пилгрим срещу света“. От 2011 г. има връзка с режисьора Джеф Бена. Двамата живеят в Лос Анджелис и често работят заедно. Определя се като бисексуална.

## Частична филмография

### Филми
| Година | Заглавие                       | Роля           |
| ------ | ------------------------------ | -------------- |
| 2009   | Mystery Team                   | Кели Питърс    |
| 2009   | Смешни хора                    | Дейзи Данби    |
| 2010   | Скот Пилгрим срещу света       | Джули Пауърс   |
| 2012   | Безопасността не е гарантирана | Дариъс Брит    |
| 2014   | Животът след Бет               | Бет Слокъм     |
| 2016   | Майк и Дейв си търсят гаджета  | Татяна         |
| 2017   | Малките часове                 | Фернанда       |
| 2017   | Ингрид отива на запад          | Ингрид Торбърн |
| 2019   | Детска игра                    | Карън Баркли   |
| 2020   | Най-щастливият сезон           | Райли          |

### Сериали
| Година      | Заглавие                   | Роля           | Бележки     |
| ----------- | -------------------------- | -------------- | ----------- |
| 2009 – 2015 | Паркове и отдих            | Ейприл Лъдгейт | 125 епизода |
| 2011        | Portlandia                 | Бет            | 3 епизода   |
| 2013 – 2014 | Легендата за Кора          | Еска (глас)    | 12 епизода  |
| 2016        | Драг надпреварата на Рупол | Гост съдия     | 1 епизод    |
| 2016 – 2020 | Престъпни намерения        | Кат Адамс      | 4 епизода   |
| 2017 – 2019 | Легион                     | Лени Бъскър    | 27 епизода  |
| 2021        | Дънканвил                  | Нина (глас)    | 1 епизод    |
| 2022        | Белият лотос               | Харпър Спилър  | 7 епизода   |